# Physica speculatio
Physica speculatio es un texto de carácter científico escrito por Alonso de la Vera Cruz en 1557 en Ciudad de México, entonces capital de Nueva España. Fue la primera obra impresa en el continente americano que se ocupó específicamente del estudio de la física, escrito para enseñar en forma sistemática a los alumnos de la Real Universidad de México.
Sirvió para introducir los principales conceptos teóricos de la astronomía geocéntrica y se encuentran en él referencias al modelo heliocéntrico.

## Historia
Fray Alonso de la Vera Cruz publicó en la capital novohispana un Curso de Artes, constituido por tres volúmenes en latín. El primero fue impreso en 1553 bajo el título de Recognitio Summularum, cuyo propósito era ayudar a los estudiantes de la Real Universidad de México a entender la filosofía mediante la comprensión de la lógica formal. Un año después apareció el segundo volumen llamado Dialectica Resolutio, que fue una continuación del anterior. El último volumen fue Physica speculatio.
Se hicieron cuatro ediciones. Las tres últimas se imprimieron para uso de los estudiantes salmantinos y fueron abrevadas de la versión mexicana.

## Temas
Physica speculatio tiene por objeto la exposición, el estudio o investigación —speculatio— de la filosofía natural –o Physica– aristotélica, tratada por fray Alonso de la Vera Cruz con el método escolástico y con una impronta humanista.
En la primera parte sigue el orden de los temas tratados por Aristóteles en los Ocho libros de física, como son la esencia del ser físico o natural; el movimiento y el infinito; la extensión; el continuo; el espacio; el tiempo; el primer motor; etc. La segunda parte trata de los temas de la generación y la corrupción de los seres vivos, del ser mixto y del compuesto, de las cualidades primarias; y de los elementos y sus propiedades. En la tercera parte expone las doctrinas sobre los meteoros, donde habla de los astros y su influencia en los humanos; de las tres regiones del aire o atmósfera; de los cometas; de las mareas; del rayo y de muchos otros fenómenos atmosféricos. La cuarta parte la dedica fray Alonso a comentar los libros De Anima de Aristóteles. En la edición mexicana, Phisica [sic] speculatio termina con algunas reflexiones sobre el tratado De Caelo de Arisóteles.

## Características formales
Consta de 400 páginas en folio, en las que hay dos columnas que forman 900 cuartillas en transcripción actual y cerca de 1200 en traducción al castellano. 
Contiene los siguientes escritos, titulados exactamente como las obras aristotélicas:
- Los ocho libros de la física;
- De la generación y la corrupción;
- De los meteoros;
- Sobre el alma;
- Sobre el cielo.

Incluye como apéndice el Tractatus de Sphera del astrónomo italiano Campanus de Novara, escrito en el siglo XIII e impreso por primera vez en 1518.

## Estructura y forma
Las divisiones principales en libros son, en general, las de las obras correspondientes de Aristóteles.
Cada libro se divide en especulaciones (investigaciones particulares), que pueden entenderse como capítulos.
La exposición se presenta según el método escolástico, proponiendo primero las opiniones o afirmaciones negativas, contrarias a la tesis que se va a sostener, y después las positivas, con sus fundamentos y aclaraciones.
La argumentación es ya propiamente humanista.